# 苾蛺蝶屬
苾蛺蝶屬（Joker，學名：Byblia）是蛺蝶科苾蛺蝶亞科苾蛺蝶族中的一屬。物種主要分佈於非洲和馬達加斯加。

## 物種
- 安苾蛺蝶 Byblia anavatara
  - 阿瑟苾蛺蝶 B. a. acheloia
- 黑紋苾蛺蝶 Byblia ilithyia